# Athena: Goddess of War
Athena: Goddess of War (en hangul, 아테나: 전쟁의 여신; en hanja, 아테나： 戰爭의 女神) titulada en español como Atenea: Diosa de la Guerra, es una serie de televisión de acción y espionaje surcoreana emitida originalmente entre 2010-2011 y protagonizada por Jung Woo Sung, Cha Seung-won, Soo Ae, y Lee Ji Ah.
Se emitió por Seoul Broadcasting System desde el 13 de diciembre de 2010 hasta el 21 de febrero de 2011, con una longitud de 20 episodios más un especial, al aire las noches de los días miércoles y jueves a las 21:55 (KST). Es un spin-off de la serie Iris de 2009, trasmitida por KBS 2TV.
Su presupuesto alcanzó los 20 billones, lo que junto a su predecesora, la convierte en dos de los dramas coreanos más caros jamás producidos. La serie fue grabada en varios lugares en el extranjero, entre ellos Italia, Nueva Zelanda, Japón y Estados Unidos, además fue ambientada en el mismo universo que su predecesor, lo que permite seleccionar caracteres de Iris para repetir sus papeles a lo largo de la historia.

## Sinopsis
Un grupo terrorista conocido como "Athena" liderado por el cerebro perverso Son Hyuk amenaza a Corea del Sur y el mundo. Corresponde ahora al agente especial Lee Jung Woo del NTS (Servicio Nacional Antiterrorista) hacer fracasar su conspiración aterradora. Jo Soo Young, la hija del presidente de Corea del Sur, es secuestrada y escondida en Italia. Jung Woo y su equipo tienen la tarea de encontrarla y traerla de vuelta.

## Reparto

### Servicio Nacional Antiterrorista (NTS)
- Jung Woo Sung como Lee Jung Woo.
- Lee Ji Ah como Han Jae Hee
- Choi Si Won como Kim Joon Ho.
- Yoo Dong Geun como Kwon Yong Kwan.
- Choi Yong Min como Nam Dong Shik.
- Jung Ho Bin como Kang Chul Hwan.
- Lee Han-wi como Park Sung-chul.
- Son Ji Hoon como Hong Jin Suk.
- Kim Jin Geun como Park Suk Ho.
- Oh Yoon Ah como Oh Soo Kyung.
- Lee Ji Hyun como Park Shin Hye.
- Do Ye Sung como Jung Kyung Won.
- Oh Sun Hwa como Young Mi.
- Oh Chang-seok como Lee Dong-hoon.
- Choi Gun Woo como Black 2.
- Jo Deok Je como Black 3.
- Kim Ah Young como Black 4.
- Choo Sung Hoon como Black 5.
- Jun Moon Shik como Black 6.
- Shim Chang Min como Choi Tae Hyun.

### Miembros de Athena
- Cha Seung-won Son Hyuk.
- Soo Ae como Yoon Hye In.
- Sean Richard como Andy.
- Lee Ho Sung como Philip.
- Jung Chan Woo como Chul Kyu.
- Lim Sung Kyu como Oh Dae Shik.
- Arnold Hong como Suk Joon.
- Kim Yoon Tae como Jerome.
- Kim Shin Woo como Hyung Joon.
- Jung Man-sik como Jae-hyuk.
- Kim Shi Ah como Mi Kyung.
- Jo Yong Jae como Tae Suk.
- Lee Han Gal como Young Ho..
- Lee Han Sol como Young Min.
- Choi Jin-ho.
- Ahn Jin Kyung.
- Kim Goo Taek.
- Wi Ji Woong.

### Agencia de inteligencia americana (DIS)
- Lee Min Ji como Jessica.

### Casa Azul
- Lee Jung Gil como Jo Myung Ho (Presidente).
- Lee Bo Young como Jo Soo Young.
- Kim Young Ae como Choi Jin Hee.
- Jun Guk Hwan como Han Jung Pil.
- Park Yong Ki como Yoo Kwang Ho.
- Parl Yong Soo como Hwang Ho Young.
- Jung Han Yong como Jung Hyung Joon.
- Myung Ji Yun como Hong Soo Jin.

### Norcoreanos
- Kim Min Jong como Kim Ki Soo.
- Kim So Yeon como Kim Seon Hwa.
- Kim Seung Woo como Park Chul Young.
- Lee Jae Yong como Kim Ho Bin.
- Park Sung Woong como Jin Young.
- Gong Jung Hwan como Seo Min Hyuk.
- Kwon Bum Taek como Kim Myung Guk.
- Jo Won Hee como Hong Seung Ryung.
- Choi Woo Joon como Lee Kwang Chul.

### Otros
- Ricky Kim como Sasha.
- Park Chul Min como Park Ki Suk.
- Jin Goo como Jang Hyuk Joon.
- Yoo Tae Woong como Park Kyung Ho.
- Kim Yoon Sung como Min Goo.
- T.O.P (BIGBANG)
- Kim Yang Woo.
- Kim Byung Man.
- Ryu Dam.
- BoA.
- Heo Tae Hee.
- Onew (SHINee).
- Taemin (SHINee).
- Song Young Gil.
- Yoshihiro Akiyama.
- Girls' Generation
- Max Changmin (TVXQ)
- Choi Woong
- Jung Joon-ho como Jin Sa-woo (aparición especial)
- Tae Won-seok

## Banda sonora
1. "I Love You" - Park Hyo Shin
2. "I Love You" - Kim Taeyeon de Girls' Generation
3. "Put It Back" - Brown Eyed Soul
4. "Athena" - TVXQ
5. "Please" - Jang Jae In
6. "Get Ready" - Supreme Team
7. "Arrow" - Kang Ta
8. "Order" - Baek Chan

## Recepción

### Audiencia
En Azul la audiencia más baja y en rojo la más alta, correspondientes a las empresas medidoras TNms y AGB Nielsen.
| Ep. #    | Fecha original de emisión | Share        | Share        | Share       | Share       |
| Ep. #    | Fecha original de emisión | TNmS Ratings | TNmS Ratings | AGB Nielsen | AGB Nielsen |
| Ep. #    | Fecha original de emisión | Nacional     | Seúl         | Nacional    | Seúl        |
| -------- | ------------------------- | ------------ | ------------ | ----------- | ----------- |
| 1        | 13 de diciembre de 2010   | 25.9%        | 26.2%        | 22.8%       | 23.3%       |
| 2        | 14 de diciembre de 2010   | 25.4%        | 25.8%        | 21.1%       | 22.7%       |
| 3        | 20 de diciembre de 2010   | 20.2%        | 20.7%        | 18.5%       | 20.2%       |
| 4        | 21 de diciembre de 2010   | 19.8%        | 19.9%        | 19.4%       | 20.7%       |
| 5        | 27 de diciembre de 2010   | 19.0%        | 18.8%        | 17.6%       | 18.3%       |
| 6        | 28 de diciembre de 2010   | 18.7%        | 18.2%        | 18.6%       | 19.6%       |
| 7        | 3 de enero de 2011        | 15.1%        | 18.8%        | 16.3%       | 17.2%       |
| 8        | 4 de enero de 2011        | 15.1%        | 18.4%        | 16.7%       | 17.7%       |
| 9        | 10 de enero de 2011       | 13.8%        | 16.0%        | 15.2%       | 15.1%       |
| 10       | 11 de enero de 2011       | 12.4%        | 13.7%        | 13.8%       | 13.9%       |
| 11       | 17 de enero de 2011       | 13.0%        | 13.7%        | 14.7%       | 15.1%       |
| 12       | 18 de enero de 2011       | 11.9%        | 12.9%        | 13.9%       | 14.3%       |
| 13       | 24 de enero de 2011       | 13.3%        | 13.6%        | 14.8%       | 15.9%       |
| *        | 25 de enero de 2011       | 4.3%         | 5.7%         | 5.4%        | 5.9%        |
| 14       | 31 de enero de 2011       | 11.4%        | 12.9%        | 12.8%       | 12.9%       |
| 15       | 1 de febrero de 2011      | 11.8%        | 13.1%        | 13.6%       | 14.1%       |
| 16       | 7 de febrero de 2011      | 12.7%        | 14.6%        | 15.4%       | 16.1%       |
| 17       | 8 de febrero de 2011      | 13.6%        | 15.7%        | 15.6%       | 16.8%       |
| 18       | 14 de febrero de 2011     | 11.8%        | 13.1%        | 14.2%       | 15.2%       |
| 19       | 15 de febrero de 2011     | 11.5%        | 12.5%        | 14.0%       | 14.2%       |
| 20       | 21 de febrero de 2011     | 12.4%        | 14.1%        | 13.3%       | 13.4%       |
| Promedio | Promedio                  | 15.4%        | 16.6%        | 16.1%       | 16.8%       |

## Emisión internacional
- Hong Kong: TVB.
- Singapur: E City.
- Taiwán: Star Chinese.
- Filipinas: IBC 13
- Paraguay: LOCA108 TV UHD 4K